# Zords in Power Rangers: Time Force
De Zords in Power Rangers: Time Force zijn zeer geavanceerde machines uit de toekomst. Power Rangers: Time Force is de tweede serie waarin alle zords de serie overleven. De eerste was Power Rangers: Zeo.

## Transwarp Megazord
In Time Force waren alle Zords (behalve de Quantasaurus Rex) opgeslagen in een hangar bij Time Force’s basis in het jaar 3000. Indien ze nodig zijn worden ze door een tijdpoort naar het verleden gestuurd door de Transwarp Megazord. De Transwarp Megazord heeft een uitrekbare rechterarm (meer als een soort golfclub) waarmee hij de zords naar de juist snelheid voor de tijdreis “slaat”.
De Rangers gebruiken de Transwar Megazord in de serie slechts eenmaal in een gevecht, en zijn reis naar het verleden was enkel mogelijk door de realiteitsverandende krachten van de mutant Cinecon. In een gevecht gebruikt de Transwarp Megazord zijn rechterarm als wapen.

## Time Flyers
Elk van de vijf hoofdrangers heeft een van deze vliegende Zords. De Time Flyers kunnen niet alleen vechten, maar ze kunnen combineren tot drie verschillende formaties. De Time Flyers staan als ze niet nodig zijn altijd in het jaar 3000 omdat de Rangers in het jaar 2001 niet de technologie hebben om ze te onderhouden.
- Time Flyer 1, bestuurd door Wesley Collins.

- Time Flyer 2, bestuurd door Lucas Kendall.

- Time Flyer 3, bestuurd door Trip.

- Time Flyer 4, bestuurd door Katie Walker.

- Time Flyer 5, bestuurd door Jen Scotts.

### Time Force Megazord Jet Mode
De eerste combinatie is een enorme versie van een time flyer genaamd de Time Force Megazord Jet Mode. In deze vliegende vorm kan de megazord de Cyclone Defense uitvoeren. In de hele serie heeft de Jet Mode echter nooit een monster eigenhandig uitgeschakeld. Hierdoor wordt de Jet Mode door veel fans ook niet erkend als een megazord vorm.

#### Time Force Megazord Mode Blue
De Time Force Megazord Mode Blue is de tweede combinatie. Deze Megazordcombinatie is gemaakt voor snelheid, en gebruikt de Time Jet i] Blaster Mode als wapen. Mode Blue wordt gevormd met Roze en Gele Time Flyers als benen, Rood als lichaam en hoofd, en Groen en Blauw als armen.

#### Time Force Megazord Mode Red
De Time Force Megazord Mode Red is de derde combinatie. Deze is juist meer gemaakt voor brute kracht. Hij wordt gevormd door de Groene en Blauwe Time Flyers als benen, Rood wederom als lichaam en hoofd en Roze en Geel als armen. De vleugels van de Rode Time Flyer en de neusschilden van de Roze en Gele Time Flyers combineren tot een schild. Deze megazord is bewapend met een schild en een zwaard genaamd de Time Force Megazord Saber.

## Shadow Winger/Time Shadow Megazord
Later in de serie verschijnt de Shadow Winger om de Rangers te helpen. De Shadow Winger is een groot vliegend schip ongeveer gelijk aan de Time Force Megazord Jet Mode. Lange tijd is het onbekend wie de Shadow Winger altijd stuurd, maar later blijkt dat Alex (de eerste Rode Time Force Ranger) te zijn. De Shadow Wingers verschijning gaat vrijwel altijd gepaard met een zonsverduistering.
De Shadow Winger kan veranderen in de Time Shadow Megazord. De Time Shadow Megazord is gewapend met een zwaard/mes aan zijn arm en is bijzonder behendig en snel.

### Shadow Force Megazord
De Time Shadow kan combineren met de Time Force Megazord om de Shadow Force Megazord te vormen. Net als de Time Force Megazord kent de Shadow Force Megazord onderscheid tussen een blauwe en rode mode, afhankelijk van de mode waarin de Time Force Megazord zich bevindt. De Shadow Force Megazord kan vliegen/zweven en is gewapens met de Shadow Force Megazord Saber die een zwaard en laserfunctie heeft.
De Shadow Force Megazord Mode Blue gebruikt als aanval de Time Target waarin een krachtveld in de vorm van een klok rondom de vijand wordt gelegd zodat deze niet weg kan, en de Shadow Force Megazord hem met de laser kan uitschakelen.
De Shadow Force Megazord's Mode Red gebruikt daarentegen de Blizzard Slash waarin de megazord de zwaardfunctie van de Shadow Force Megazord Saber gebruikt.

## Quantasaurus-Rex
De Quantasaurus-Rex (vaak afgekort tot Q-Rex) is een enorme robotische Tyrannosaurus die toebehoort aan Eric Myers/Quantum Ranger. De Q-Rex wordt op afstand bestuurd via de polscomputer van de Quantum Ranger en bezit derhalve geen cockpit. De polscomputer heeft een stemherkenningsfunctie zodat alleen de Quantum Ranger de Q-Rex bevelen kan geven.
De Q-Rex heeft een Dinosaur Mode en een Megazord Mode, en de Time Force Megazord in Mode Red kan op zijn rug rijden. De Q-Rex kan niet combineren met de andere zords.
De Q-Rex was oorspronkelijke en prototype Zord die door Time Force werd gebruikt om een van hun eerste tijdpoorten te testen. De Q-Rex raakte hierdoor verloren in de tijd en belandde in het Jura, totdat Wes en Eric terugreisden in de tijd en hem ophaalden. De Q-Rex heeft een Trizerium Kristal als krachtbon.
De Q-Rex’ voornaamste wapens in dinosaurusvorm zijn de Q-Rex Lasers op zijn rug en een enorme laser in zijn bek. In Megazord mode beschikt de Q-Rex over twee schouderkanonnen die de Max Blizzard aanval kunnen afvuren. Tevens kan hij zijn linkerhand als projectiel lanceren en beschikt over raketten aan zijn rechterhand.